# Pere Pi i Sunyer
Pere Pi i Sunyer (Roses, Alt Empordà 1846 - 1928) fou un marí, comerciant de vins, empresari i polític català, fill de Josep Pi i Comas i Maria Sunyer i Capdevila. Era el germà gran del metge Jaume Pi i Sunyer i del polític republicà Francesc Pi i Sunyer, i nebot del metge Francesc Sunyer i Capdevila. L'any 1876 es va casar amb Enriqueta Morell i Birba.
De 1861 a 1864 estudià a l'escola de nàutica de Barcelona. Esperonat per la revolució de 1868, esdevingué força actiu en els nuclis republicans empordanesos. El 1885 va decidir establir-se a Seta (Llenguadoc-Rosselló), on es dedicà al comerç del vi i al trànsit navilier. Hi esdevingué un ciutadà important, ja que fou un dels impulsors de la Cambra de Comerç, alhora que participà en les conspiracions republicanes de Manuel Ruiz Zorrilla com a president del Comitè Republicà Espanyol local. Des de 1895 col·laborà als diaris La Publicidad i El Ampurdanés, i el 1903 participà en la fundació de la Unió Republicana, amb la que fou elegit diputat pel districte de Barcelona a les eleccions generals espanyoles de 1905. Quan es va constituir la Solidaritat Catalana li'n va donar suport.